# Chaos: The Battle of Wizards
Chaos: The Battle of Wizards — пошаговая тактическая компьютерная игра, выпущенная для ZX Spectrum в 1985 году. Разработана Джулианом Голлопом и первоначально издана Games Workshop. В основу игры положена карточная игра Голлопа 1982 года. Проект получил положительные отзывы и оказал влияние на игровую индустрию, в частности, вдохновил разработку игр Darwinia и King's Bounty. В 1990 и 2015 года появились сиквелы игры.

## Игровой процесс
Игра ведётся за волшебников, которые соперничают с коллегами по ремеслу, чтобы остаться последним выжившим победителем. Игра позволяет проводить партии с участием от двух до восьми волшебников, каждым из которых могут управлять как компьютер, так и живые игроки. Уровень компьютера выбирается из восьми ступеней сложности, на более высоких уровнях компьютерные персонажи имеют повышенные характеристики, однако их тактика не меняется. Сотрудничество между волшебниками, управляемыми искусственным интеллектом, не предусмотрено. Каждый игрок совершает действия в свой ход: произносит заклинания, перемещает своего героя и наколдованных им существ. После этого ход передается следующему игроку.
В начале игры волшебник получает случайный набор заклинаний. Заклинания принадлежат к трём типам: порядок (англ. Lawful), хаос (англ. Chaotic) или нейтральные (англ. Neutral)  — и имеют уровень сложности, выраженный в вероятности удачного применения. Любое заклинание, за исключением Disbelieve, колдуется только один раз. Новые заклинания могут быть получены заклинанием Magic Wood. Тип использованного заклинания меняет сложность последующего: заклинания порядка или хаоса снижают сложность последующих заклинаний своего типа, однако противоположные по типу при этом сложнее не становятся. Нейтральные заклинания сложность не меняют. Также заклинания делятся по категориям и мощности: одни призывают существ, другие создают объекты на игровом поле, третьи улучшают характеристики волшебника, четвёртые наносят прямой урон сопернику. Существа обладают разным уровнем атаки, защиты и мобильности, от чего зависит сложность их призыва.
Волшебников или принадлежащих им существ простые бойцы атакуют из соседних клеток. Летающие существа могут атаковать врагов со своей текущей позиции, оставаясь на ней в случае неудачи. Если атака успешна, боец противника исчезает, а победитель перемещается на его место. Если убит волшебник, исчезают и все его существа. Результат боя зависит от характеристик нападающего и обороняющегося и некоторой случайной величины. Некоторым существам доступна атака на расстоянии, если цель находится в прямой видимости. Для живых игроков есть возможность по желанию пропускать ход, компьютер двигает своих персонажей всегда, даже если это не в его интересах.

## Разработка
Chaos: The Battle of Wizards разработана Джулианом Голлопом на основе придуманной им в 1982 году карточной игры 1982. Идеей для неё послужила появившаяся ранее настольная игра Games Workshop под названием Warlock. Галлоп рассматривал компьютер как способ реализации правил, слишком сложных для настольной игры.

## Оценки
CRASH поставил игре 8 из 10 баллов, похвалив аккуратность подачи игрового процесса, удачно подобранные звуковые эффекты и приятную графику. В итоге игра получила звание очень хорошей стратегической игры для нескольких человек. Критике подверглись пустота игровой зоны в начале и низкая информативность: скудные сведения о состоянии волшебников и отсутствие показателей нанесённого урона. Рецензент также отметил нехватку дистанционных заклинаний. Sinclair User оценил игру в 4 из 5 звёзд, назвав её «быстрой и красочной», а графику описав как «простую и функциональную». Глубина игры, по мнению рецензента, была достаточной, чтобы привлечь поклонников как Dungeons & Dragons, так и стратегий. White Dwarf  посчитал игру достойной 7 из 10 баллов, отметив заклинания Magic Fire и Gooey Blob, но предупредил о низком качестве руководства.
В последнем выпуске Your Sinclair в 1993 году Chaos: The Battle of Wizards оказалась на пятом месте среди 100 игр всех времен по мнению читателей. В 2006 году GamesTM поставила игру на 44 позицию в Списке 100 лучших игр всех времен, что сделало её второй среди лучших игр для ZX Spectrum после Manic Miner.

## Наследие

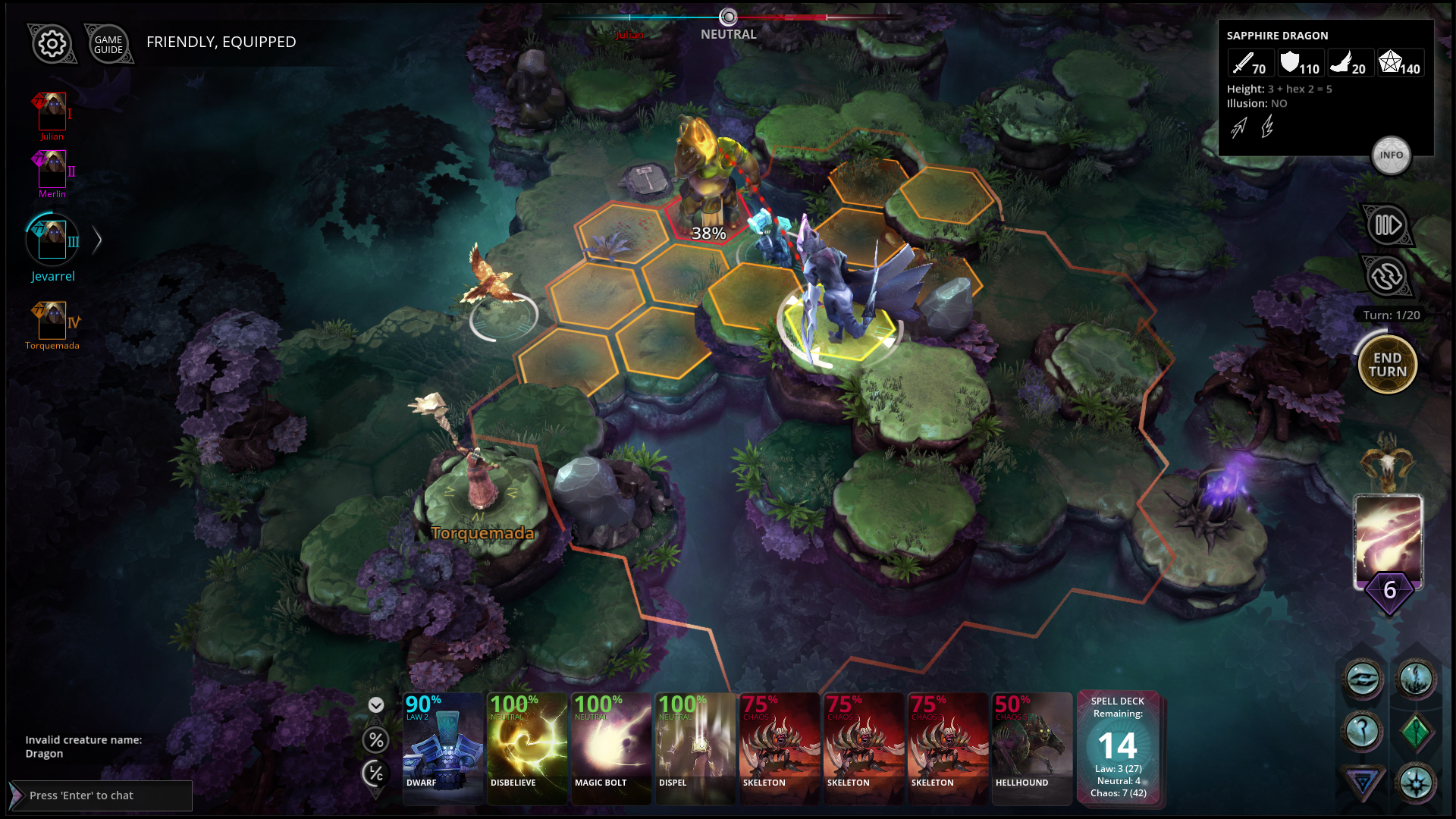
Джулиан Голлоп возродил игру в 2015 году в проекте Chaos Reborn

В 1990 году вышел сиквел игры — Lords of Chaos.
Разработчики стратегической инди-игры для PC Darwinia назвали Chaos: The Battle of Wizards в качестве источника вдохновения на начальном этапе разработки проекта. Также игра стала основой для множества самодельных ремейков, например, Chaos Funk. Голлоп регулярно получает запросы от людей, желающих создавать ремейки.
В ноябре 2012 года Джулиан Голлоп приступил к работе над сиквелом под названием Chaos Reborn. 17 марта 2014 года проект начал сбор средств на Kickstarter и за месяц собрал $210 854, что превысило первоначальную сумму в $180 000. В октябре 2015 года состоялся релиз новой игры.